# Ralph Doubell
Ralph Douglas Doubell, AM, né le 11 février 1945 à Melbourne, est un ancien athlète australien champion olympique.
Il est diplômé de l'Université de Melbourne où il eut comme entraîneur le légendaire Autrichien Franz Stampfl. Doubell a eu une courte carrière sportive internationale, mais a toutefois été médaillé aux Jeux olympiques d'été de 1968, durant lesquels il remporta le 800 m et établit un nouveau record du monde en 1 min 44 s 3 devant le Kenyan Wilson Kiprugut et l'Américain Tom Farrell. 
Doubell était prévu pour les Jeux olympiques d'été de 1972, mais il se retira à cause de plusieurs blessures, dont une au tendon d'Achille (cf. reportage de Ron Clarke dans la revue française L'Equipe Athlétisme Magazine N°37 du 10 mai 1972, illustré notamment par une photo -prise par Don Chazez- de l'athlète en course au côté de l'américain Félix Johnson).

## Palmarès

### Jeux olympiques
- Jeux olympiques de 1968 à Mexico ( Mexique) 
  -  Médaille d'or sur 800 m